# Helinus integrifolius
Helinus integrifolius là một loài thực vật có hoa trong họ Táo. Loài này được (Lam.) Kuntze mô tả khoa học đầu tiên năm 1891.

## Hình ảnh

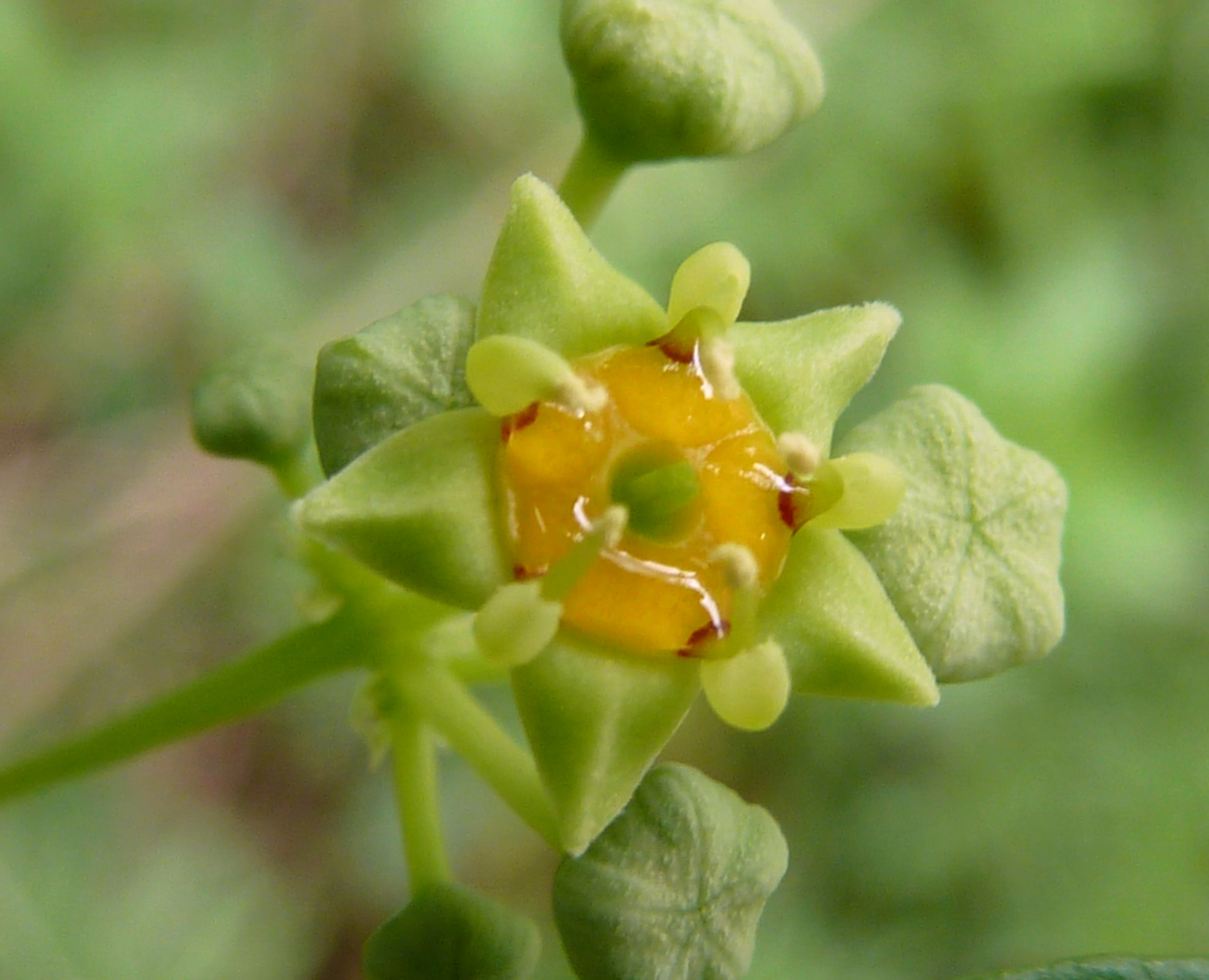
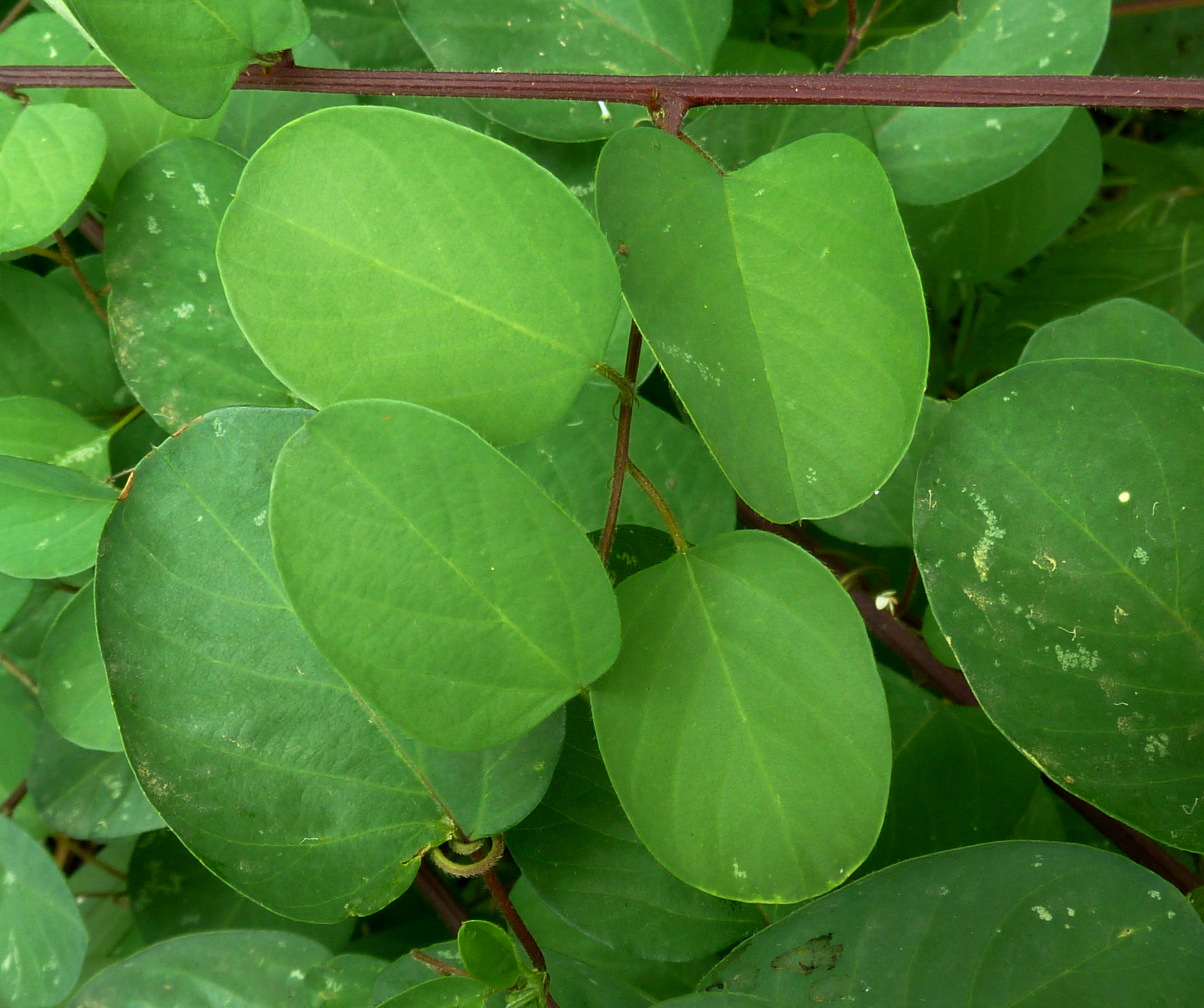
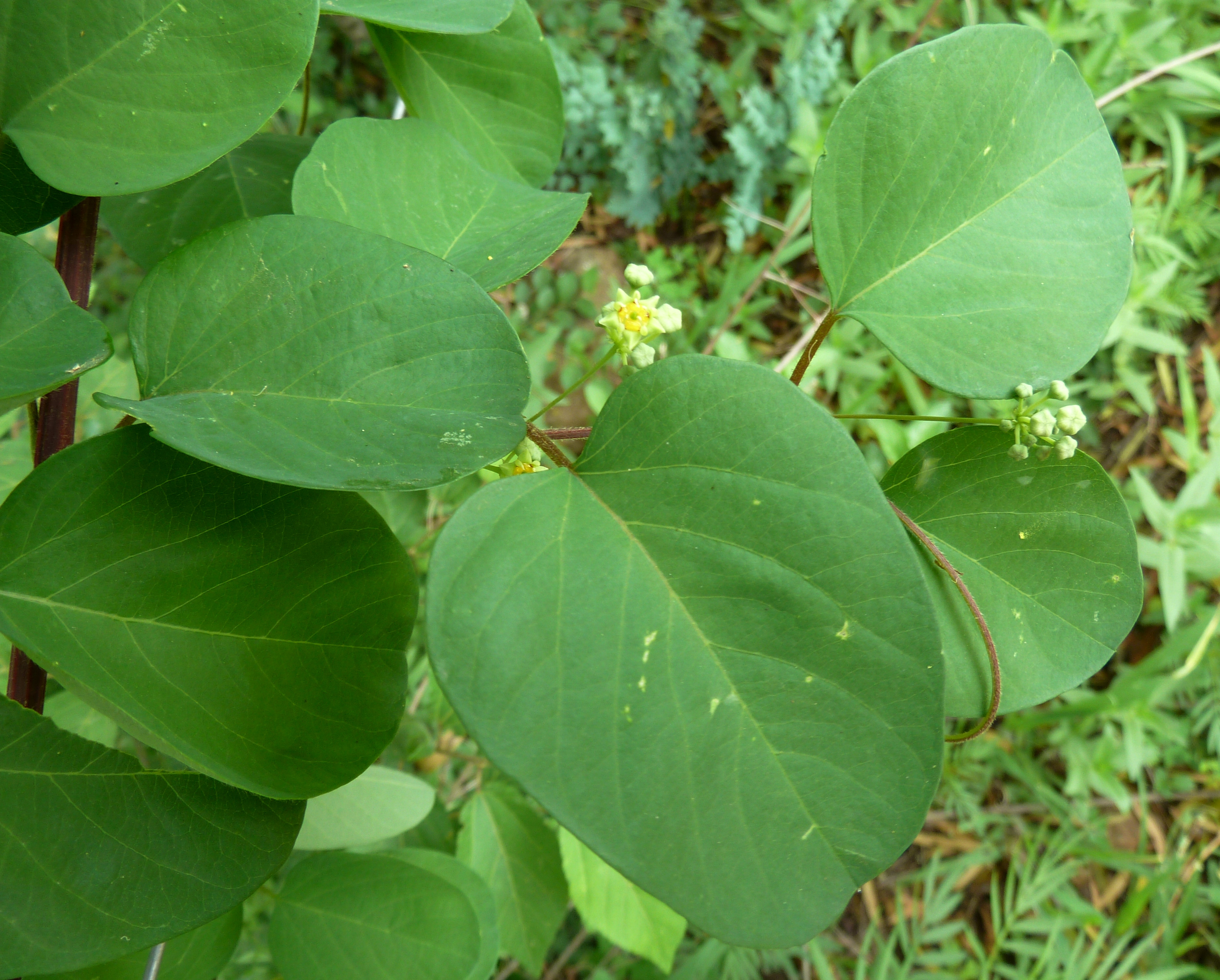